# 布鲁斯·巴佛

布鲁斯·安东尼·巴佛（1957年5月21日—），美国职业综合格斗报幕员，也是UFC终极格斗冠军赛的官方八角笼报幕员，在广播中被介绍为“八角笼元老之声”。 巴佛的流行语是“是时候了！”（"It's time!"），他在UFC的主赛之前会报出这句话。他是拳击和职业摔跤报幕员迈克尔·巴佛的同父异母兄弟，并且是他们公司The Buffer Partnership的总裁兼首席执行官。 巴佛获得了唐手道黑带，还曾是踢拳运动员。